# Wollyubong
Wollyubong är en bergstopp i Sydkorea.   Den ligger i provinsen Norra Chungcheong, i den centrala delen av landet, 170 km sydost om huvudstaden Seoul. Toppen på Wollyubong är 401 meter över havet, eller 189 meter över den omgivande terrängen. Bredden vid basen är 2,7 km.
Terrängen runt Wollyubong är lite kuperad. Runt Wollyubong är det ganska tätbefolkat, med 62 invånare per kvadratkilometer. Närmaste större samhälle är Yŏng-dong, 11,9 km sydväst om Wollyubong. I omgivningarna runt Wollyubong växer i huvudsak blandskog.